# CSO Voluntari
O Clubul Sportiv Orășenesc Voluntari 2005, comumente conhecido como CSO Voluntari ou simplesmente Voluntari, é um clube multiesportivo da Romênia sediado em Voluntari. Suas partidas como mandante são disputadas na Sala de Sport Gabriela Szabo com capacidade para 1.100 espectadores. Equipe de basquetebol profissional compete na LNBM (Romênia) e na ENBL.

## História
O clube foi formado em 2005 como um projeto que buscava engajar a comunidade da cidade de Voluntari com o esporte. O projeto ganhou corpo e hoje aproximadamente 1000 crianças estão envolvidas em 15 modalidades diferentes. 
Na modalidade basquetebol sagrou-se campeão da Copa da Romênia em três ocasiões (2021, 2022 e 2025) e se consolidou como uma das forças nacionais. O debut internacional veio na temporada 2022-23 através da Copa Europeia da FIBA

### Histórico de temporadas
| Temporada | Competição Doméstica | Competição Doméstica | Competição Doméstica | Competição Doméstica | Competição Doméstica | Competição Doméstica | Copa Romena       | Copa Romena | Competições Europeias | Competições Europeias |
| Temporada | Nível                | Liga                 | Pos.                 | TR.                  | PL.                  | Pós Temporada        | Copa              | Supercopa   | Liga                  | Resultado             |
| --------- | -------------------- | -------------------- | -------------------- | -------------------- | -------------------- | -------------------- | ----------------- | ----------- | --------------------- | --------------------- |
| 2017-18   | 2                    | Liga 1               | 2º                   | 7-3                  |                      | Promovido            |                   |             |                       |                       |
| 2018-19   | 1                    | LNBM                 | 3º                   | 8-2                  |                      | Quartas de finais    | Segunda fase      |             |                       |                       |
| 2019-20   | 1                    | LNBM                 | COVID-19             | COVID-19             | COVID-19             | COVID-19             | Oitavas de finais |             |                       |                       |
| 2020-21   | 1                    | LNBM                 | 4                    | 19-7                 | 4-5                  | Semifinalista        | Campeão           |             |                       |                       |
| 2021-22   | 1                    | LNBM                 | 3                    | 23-7                 | 6-3                  | Finalista            | Campeão           | Finalista   |                       |                       |
| 2022-23   | 1                    | LNBM                 | 4                    | 19-15                | 2-3                  | Quartas de finais    | Quartas de finais | Finalista   | 4 Copa europeia       | TR                    |
| 2023-24   | 1                    | LNBM                 | 3                    | 10-8                 | 8-5                  | Medalha de Bronze    | Quartas de finais |             | R EBLN                | F                     |
| 2024-25   | 1                    | LNBM                 | 4                    | 22-8                 |                      |                      | Campeão           |             | R EBLN                | C                     |

## Títulos

### Liga Norte Europeia
- Campeão (1): 2024-25
- Finalista (1): 2023-24

### Liga Romena
- Finalista (1): 2021-22

### Copa da Romênia
- Campeão (3):2021, 2022, 2025